# 鼻咽呼吸道 (醫材)
鼻咽呼吸道（英文：Nasopharyngeal Airway，簡稱：NPA）是由鼻孔置入，穿過鼻腔及口咽進入喉咽，進而將舌頭往上頂保持呼吸道暢通的輔助呼吸道。常見尺寸有4.5毫米、5.0毫米、5.5毫米、6.0毫米、6.5毫米、7.0毫米，一般為PVC製成。

## 適應症
意識不清或無意識，有咳嗽及嘔吐反應，呼吸時有鼾音。

## 禁忌症
懷疑顱底骨折之病患，因可能將鼻咽呼吸道插入腦中。（如有，可改使用口咽呼吸道。）